# トリデントゥム公国
トリデントゥム公国またはトレント公国 (イタリア語: Ducato di Trento 英語: Duchy of Tridentum)は、ランゴバルド王国初期の諸公の時代に、エウィンによって建てられたランゴバルド系公国の一つ。 その領域はローマ都市としての歴史があるトリデントゥム（現イタリア・トレント）を中心として北イタリアのアルプスのふもとに広がっており、名目上アクイレイア大司教領に従属しているトリデントゥム司教と権力を分け合った。

## 歴史
574/5年、西進したランゴバルド人はローヌ川峡谷を略奪したが、この報復としてアウストラシアのフランク人がトリデントゥム公国に侵攻して略奪を行い、ブルグント王国に至る峠を制圧した。 エウィンはアウタリ王の忠実な軍指揮官であり、次のアギルルフ王の時代の591年には講和の使者としてメロヴィング朝フランク王国に派遣された。595年にエウィンが死去すると、カトリック（ニカイア派）を信仰するガイドアルドがトリデントゥム公に任命された。ガイドアルドはフリウーリ公ギスルフ2世と同盟してアギルルフと抗争したが、600年に和平を結んだ。その後80年近くの間にトリデントゥム公だったとされる人物は知られていない。680年にトリデントゥム公となったアラヒスはアリウス派で、ペルクタリト王に反旗を翻して敗れたが釈放され、688年に王を暗殺して689年にランゴバルド王位についたが、同年のコロナーテの戦いでクニンクペルトと戦い敗死した。
773/4年にランゴバルド王国を滅ぼしたカール大帝は、トリデントゥム公国をフランク王国の支配下に置いた。951年にイタリア王国を征服したドイツ王オットー1世は、トリデントゥム公国をヴェローナ辺境伯領に編入した。いくつものアルプス山脈の峠を押さえる戦略的要地であることから、11世紀の神聖ローマ皇帝はトレント司教ウルリッヒ2世に広大な領地を与え、公国並みの独立した帝国諸侯とした。この司教領は一部の空位期を除けば1802年まで存続したが、1803年の帝国代表者会議主要決議でオーストリア・チロル伯領に編入された。